# Дуббель (пиво)
Дуббель, или бельгийский дубль эль (англ. Belgian Dubbel Ale) — тёмно-красноватый, умеренно крепкий, солодовый бельгийский эль, подвид стиля «бельгийский крепкий эль». Эта категория включает в себя множество траппистских и аббатских сортов бельгийского пива, а также их имитаций в Европе и Северной Америке.

## История
Этот тип пива возник в бельгийских и французских аббатствах в Средние века и был возрождён во второй половине XIX века. Первоначально термин Дуббель  (двойной эль) обозначал крепкое тёмное монастырское пиво в сравнении со светлым блонд элем. Впервые дуббель был сварен в пивоварне траппистского аббатства Вестмале в 1856 году.
Пиву Westmalle Dubbel впоследствии подражали других пивоварни, как траппистские, так и коммерческие, как в Бельгии, так и в других странах, что привело к появлению стиля дуббель.

## Характеристики

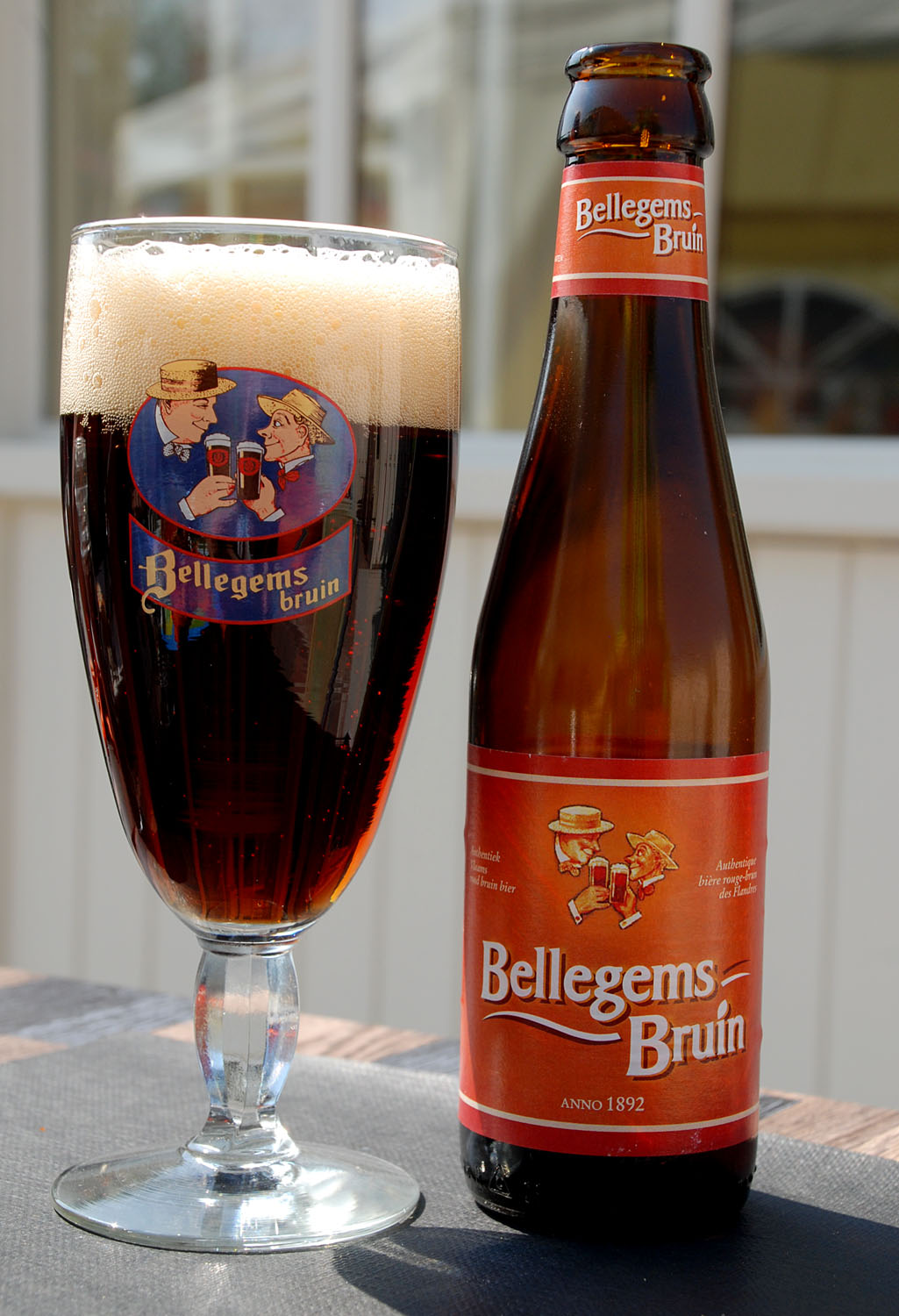
Bellegems bruin

Обычно дуббель производится из бельгийских штаммов дрожжей, мягкой воды, бельгийского пильзенского или бледного солода, мюнхенского солода, солода Special B для придания вкуса изюма, солода CaraMunich для придания вкуса сухофруктов и других специальных солодов. Тёмный жидкий сахар придает цвет и вкус рома и изюма. Обычно используется благородный хмель, английские сортовой хмель или хмель сорта Styrian Goldings. Не содержит специй.
Отличается цветом от  янтарного до медно-красного, прозрачностью, образует обильную, плотную и устойчивую кремообразную пену. Пиво обладает умеренной горечью, высокой плотностью и выраженным фруктовым вкусом, с солодовой сладостью и с нотками злаков. Аромат интенсивный и сложный, с нотками шоколада, карамели, поджаренного хлеба, изюма, сливы и сушеной вишни.
Содержание алкоголя: 6,0–7,5%.

## Марки
Примеры торговых марок: Westmalle Dubbel, La Trappe Dubbel, Ename Dubbel, Achel 8 Bruin, Corsendonk Abbey Brown Ale, Grimbergen Double, Affligem Dubbel, Chimay Premiere (червено), Duinen Dubbel, St.Feuillien Brune, New Belgium Abbey Belgian Style Ale, Stoudts Abbey Double Ale.